# مركز الدستور الوطني
مركز الدستور الوطني (بالإنجليزية: National Constitution Center)‏ هو متحف يقع في فيلادلفيا تأسس في 17 سبتمبر 2000، يبلغ عدد زواره سنوياً 817,000 زائر.

## معرض صور

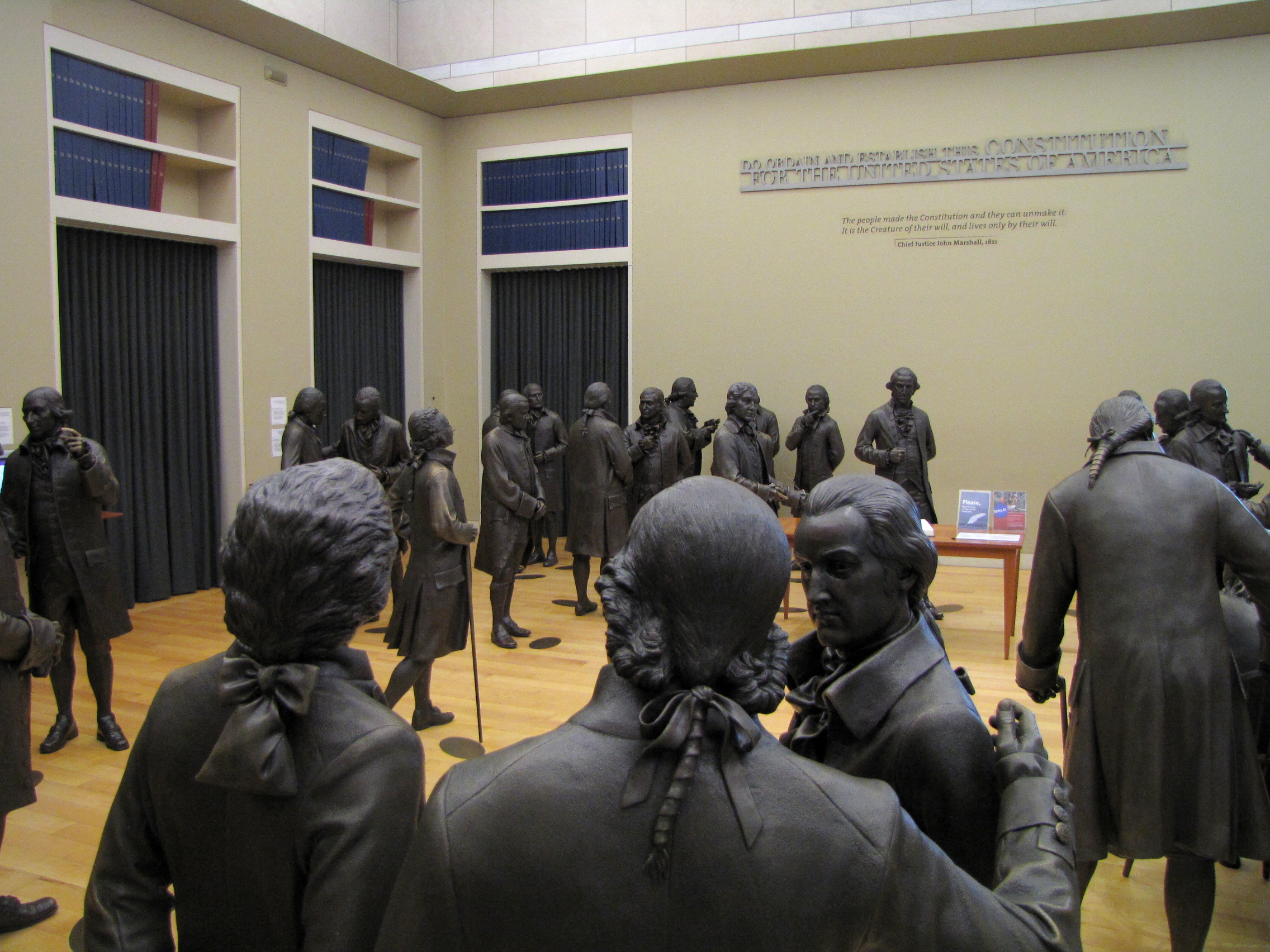
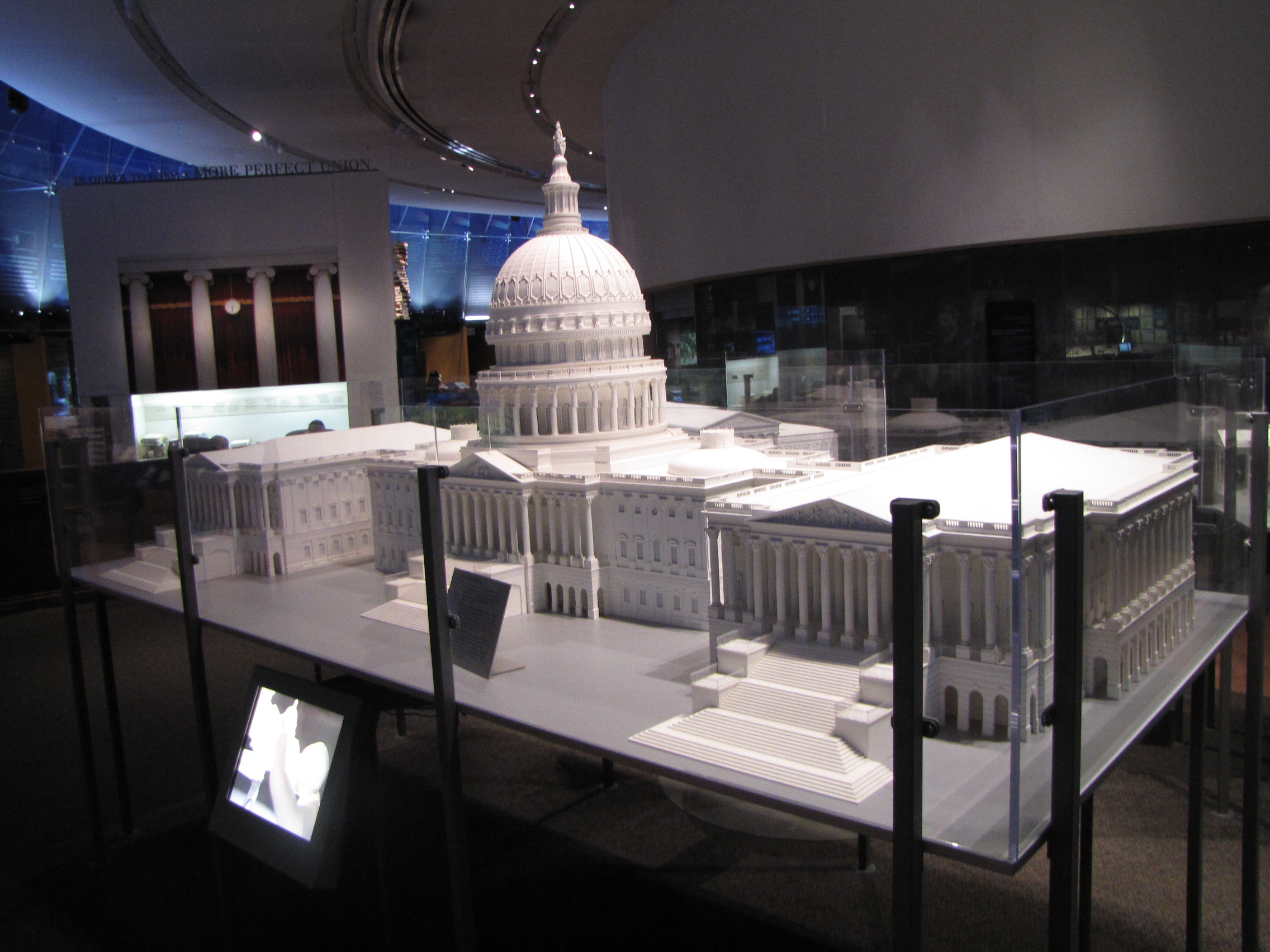
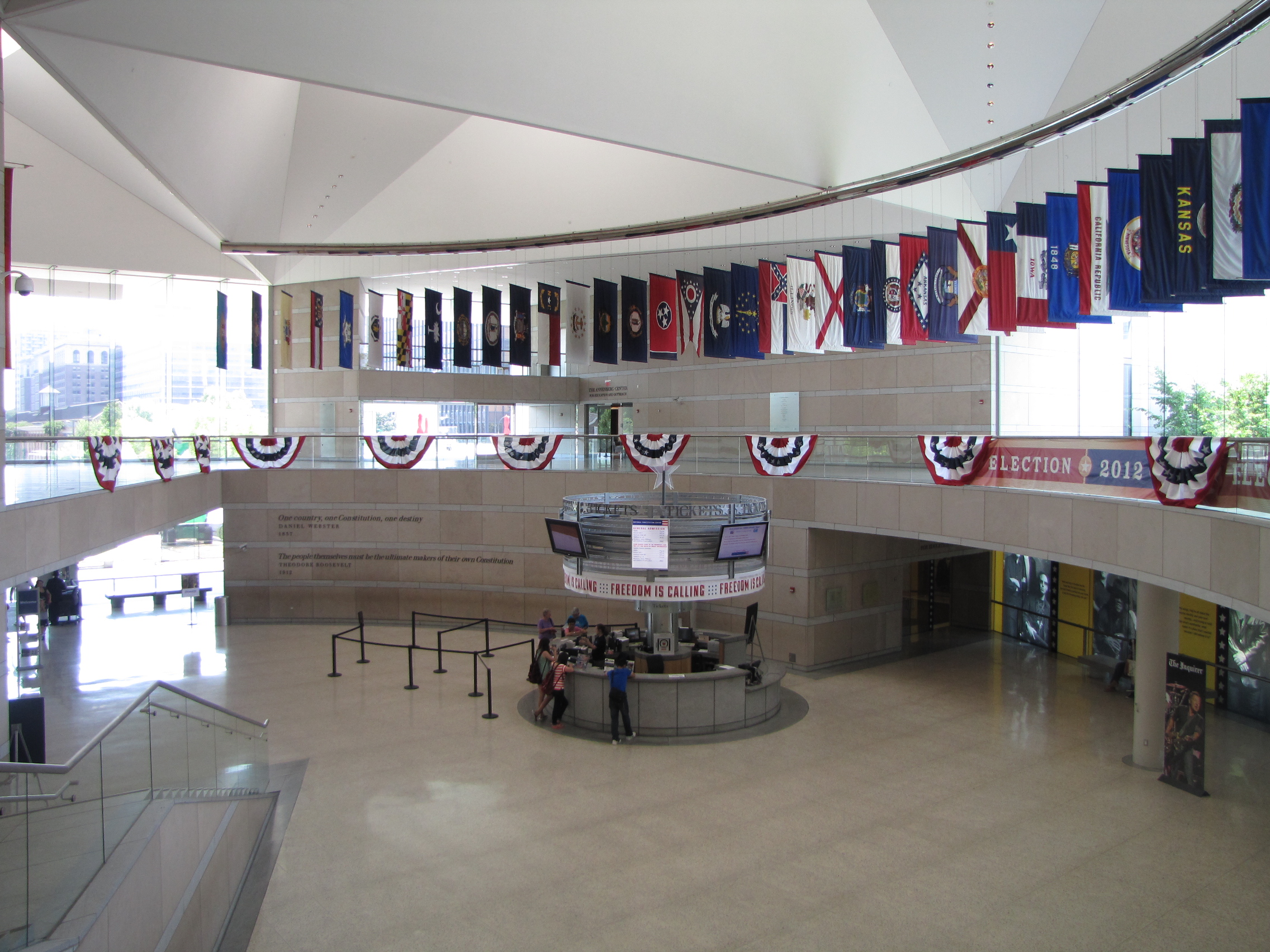

## وصلات خارجية
- الموقع الرسمي